# Beate Hartinger-Klein
Beate Hartinger-Klein (ur. 9 września 1959 w Grazu) – austriacka menedżer, przedsiębiorca i polityk, posłanka do Rady Narodowej, od 2017 do 2019 minister w rządzie federalnym.

## Życiorys
W 1984 ukończyła studia z zakresu nauk społecznych i ekonomicznych na Uniwersytecie w Grazu. W połowie lat 80. pracowała jako konsultant ds. podatków oraz konsultant ds. organizacji w przedsiębiorstwie Kastner & Öhler. W latach 1986–2001 kierowała działami audytu i kontroli w styryjskim związku szpitali (Steiermärkische Krankenanstaltengesellschaft).
W międzyczasie zaangażowała się w działalność polityczną w ramach Wolnościowej Partii Austrii (FPÖ). W latach 1996–1999 zasiadała w landtagu Styrii. Następnie do 2002 sprawowała mandat deputowanej do Rady Narodowej XXI kadencji.
W okresie 2003–2009 pełniła funkcję dyrektora zarządzającego i zastępcy dyrektora generalnego w Hauptverband der österreichischen Sozialversicherungsträger, działającym w Austrii stowarzyszeniu zrzeszającym instytucje zabezpieczenia społecznego. Od 2009 do 2011 była dyrektorem zarządzającym w austriackim oddziale Deloitte, kierując działem doradztwa w zakresie opieki zdrowotnej. W 2011 podjęła własną działalność gospodarczą w branży konsultingowej.
W grudniu 2017 objęła stanowisko ministra pracy, spraw społecznych i konsumentów, a także ministra zdrowia i spraw kobiet w rządzie Sebastiana Kurza. W styczniu 2018 odebrano jej sprawy kobiet. Zakończyła urzędowanie w maju 2019, odwołano ją w związku z rozpadem koalicji rządzącej.